# Ribe gamle Rådhus
Ribe gamle Rådhus eller Det gamle Rådhus er et rådhus fra slutningen af 1400-tallet, der ligger ved Von Støckens Plads i Ribe. Selvom det nogle gange nævnes som Danmarks ældste rådhus, så er Næstved Gamle Rådhus omtrent et halvt århundrede ældre, idet bygningen stammer fra omkring 1450.
Bygningen blev fredet i 1918 og er en af byens eneste middelalderlige bygninger.

## Historie
I 1496 nævnes to forskudte middelalderlige stenhuse på adressen, hvor rådhuset ligger i dag. Husene blev brugt til beboelse, og de blev kaldt stenboder, som blev lejet ud.
I 1528 besluttede ejeren Niles Torkilsen, der var domkannik, at ombygge de to boliger så de blev slået sammen. I den forbindelse blev facaden etableret så den var i ét plan ud mod Von Støckens Plads, og man fik bygget kamtakker på gavlen mod Søndersportsgade.
Huset bliver omtalt som to selvstændige huse i 1591 men i 1611 beskrives det atter under ét. I 1828 lå der en lille bindingsværkbygning i én etage op ad nordgavlen på rådshuset, som havde en port ind til den fælles baggråd.
Bygningen blev solgt af Anne Terpager til byrådet i 1708 for 386 rigsdaler, for at kunne indrette det som rådhuse. Det hidtidige rådhus, der lå i Grønnegade, var for forfaldent og gammeldags til at det kunne svare sig renovere. I 1709 blev den indviet med plads til byrådet, arkiv samt til fængsel for gældsforbrydere, der var placeret i kælderen. Fængslet blev flyttet til et nyopført arresthus i 1891. Herefter restaurerede man bygningen i 1892-94 under ledelse af arkitekten Hans Christian Amberg. Han opførte en sydefløj langs Søndersportsgade og trappetårn på bagsiden af hovedfløjen i samme stil som.
I 1918 blev hovedfløjen fredet, mens trappetårnet og sidefløjen ikke er omfattet af fredningen. I sidebygningen havde man retssal i stueetagen og byrådssal på første sal frem til 2007. Ved Strukturreformen, hvor amterne blev nedlagt, blev Ribe og Bramming Kommune lagt sammen med Esbjerg Kommune, og bygningens funktion som rådhus ophørte. I dag bliver Borgersalen brugt til vielser og lignende.

### Registrerede ejerforhold[5]
1496 enken efter borgmesteren i Viborg, Povl Abildgaard, Karin Madsdatter sælger hjørnestedet til ribeborgeren Nis Ebsen
1526 Karin Madsdatters søster Anna er nonne i Gudrum Kloster og derfor gør klosteret krav på ejendommen. Nis Ebsen sælger sit lod i huset til Kannikken magister Hans Severinsen
1528 der er kommet orden i kravet fra Gudum Kloster og Hans Severinsen sælger huset til Kannikken Niels Torkildsen
1591 efter at have arvet huset af sin fader, må Oluf Nielsens enke sælge huset til rådmand Anders Sørensen. Enken beholder den ene del af huset
1618 har Dr. Kristen Bording opkøbt og forenet begge huse. Anders Bording bliver født i huset 21. januar 1619
1673 er huset via Bordings arvinger kommet i rådmand Niels Pedersen Terpagers eje
1709 sælger Anne Terpager huset til byen

## Beskrivelse
Rådhuset er opført i gotik, og det består en hovedfløj langs Von Støckens Plads, et trappetårn på bagsiden, samt en sidefløj langs Sønderportsgade.
Det er en bygning i to etagers, der er grundmuret i røde munkesten. Soklen er i granitkvadre. Det har et rødt tegltag og kamtakkede gavle. Over de to porte ud mod gaden er en indskrift på latin, der betyder hhv. ”Kristus regerer” og ”Kristus sejrer”.
Bygningen har en gennemgående forstue i stueetagen. En stor sal, kaldet Borgersalen, er placeret syd for forstuen. Den har høje paneler og bemalede vægge. Første sal har flere mindre rum, mens tagetagen er uudnyttet. Lofterne på begge etager har synlige bjælkelag og loftsbrædder.